# Fairchild F8

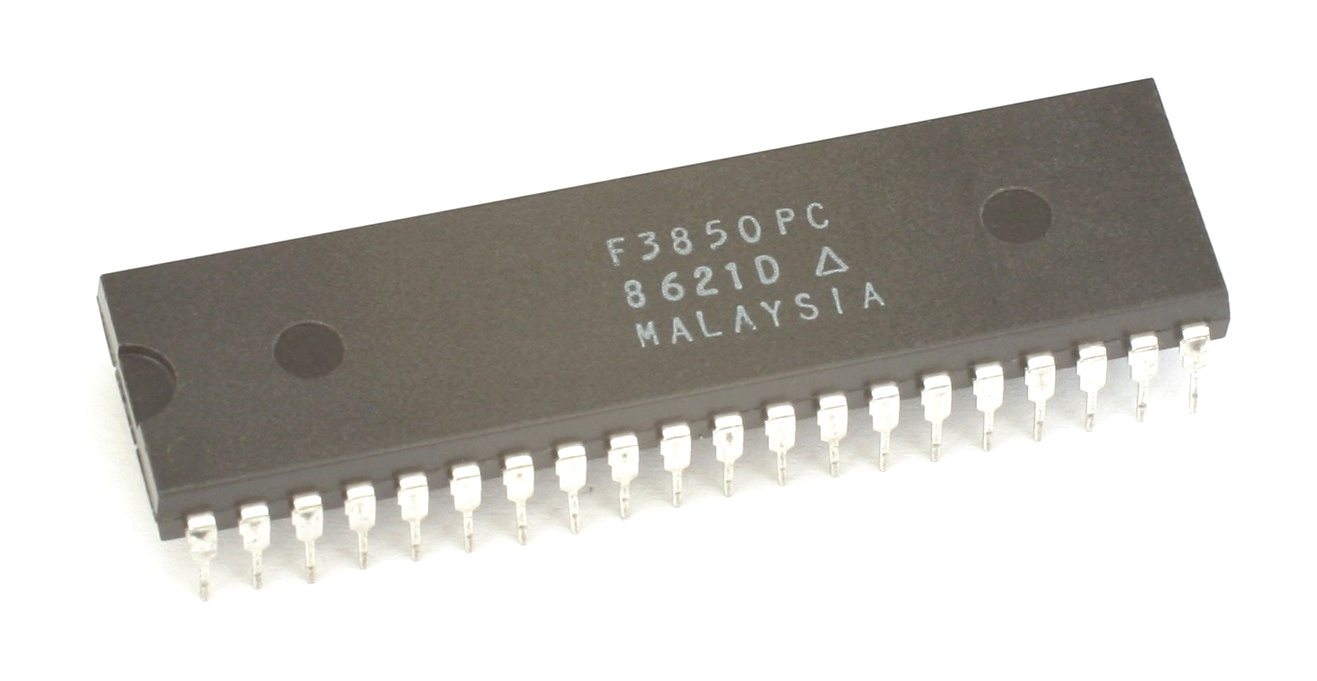
Fairchild F8, ill. F3850 mikroprocesszor

A Fairchild F8 egy 8 bites mikroprocesszor, a Fairchild Semiconductor gyártmánya, amellyel a cég az Intel 8008-as processzorával akart versenyezni. 1975-ben mutatták be, ezután 1977-ben egyes források szerint ez a processzor produkálta „a legnagyobb eladási számokat a világon”, azonban ez legfeljebb átmeneti eredmény (vagy újságírói nagyotmondás) lehetett, mert a processzor végeredményben nem volt nagy üzleti siker. A processzor eleinte kétcsipes megvalósításban készült, nem volt szükség hozzá további támogató csipekre.

## Jellemzők
Az F8-as egy 8 bites processzor, illetve egy kétcsipes mikrovezérlő. Alapja a 3850-es CPU csip, ez tartalmazza a 8 bites ALU-t, a 64 bájtos scratchpad RAM-ot és két 8 bites I/O portot. A 3850-es nem dekódolja az utasításokat, az a 3851 vagy 3856 számú programtároló egységek (program storage unit, PSU) feladata, a dinamikus memóriainterfész csippel (dynamic memory interface, DMI), 3853 sz. statikus memóriainterfész csippel (static memory interface, SMI) vagy a 3861/3871 párhuzamos ki/bemeneti (PIO) csipekkel együttműködve. Szükség esetén több PSU, DMI, SMI és PIO áramkör használható együtt a 3850-es ALU egységgel. A PSU egységben a következő elemek találhatók:
- ROM: 1 KiB a 3851, 2 KiB a 3856 jelű csipben
- memóriacímzési logika
- két ki/bemeneti port
- megszakítási logika
- időzítő (timer)

Az SMI, DMI és PIO csipekben nem volt beépített ROM.
Az F8 egycsipes változata volt az 1977-ben megjelent Mostek 3870.
A processzornak nem volt címsíne – a memóriacímeket a két koprocesszor saját címregiszterében tárolta és öt vezérlőjellel kezelte azokat, ezzel csökkentve a kivezetések számát és a kapcsolódó költségeket. A processzornak emellett volt egy 64 bájtos ún. scratchpad memóriája, egy gyors ideiglenes tárolásra szolgáló kis belső memória, amely a cellákban, azaz a nyolc regiszterablakban az ISAR regiszteren keresztül volt elérhető. A kisebb alkalmazásokhoz emiatt nem is feltétlenül kellett külső RAM memória. A két csipből álló processzor mellé nem volt szükség külön támogató csipekre, a korabeli egyéb processzorokkal ellentétben, amelyeknek gyakran hét vagy több külön csipre is szükségük volt a működéshez.
Az ISAR regiszter használata lehetővé tette a regiszterek tartalmának mentése nélküli szubrutinhívásokat: csak az ISAR változott, a regiszterek pedig egy újabb ablakban voltak elérhetők; ami nagymértékben növelte a sebességet. A speciális célú regiszterek tartalma általában a második cellában (8.–15. regiszterek) tárolódott, közvetlenül csak az első 16 regiszter volt elérhető. Az ablakos elgondolás hasznosnak bizonyult, azonban csak az ISAR által mutatott regiszter volt egy időben elérhető – a többi regiszter címzéséhez az ISAR regisztert kellett növelni vagy csökkenteni az ablakon (ablak címtartományán) belül.
Az F8 órajele 1 MHz–2 MHz között lehetett, így a ciklusidő 1 – 0,5 μs lehetett.

## Történet
A F8-as processzor első változatát 1975-ben jelentette meg a  Fairchild Semiconductor amerikai félvezetőgyártó cég; a processzor két csipből állt. A Fairchild és a Mostek 1975-ben alternatív beszállítói megállapodást kötött, így a Mostek másodlagos gyártóként gyártotta az F8-as processzor egységeit.
1977-ben elkészült az F8-as egycsipes változata, a Mostek 3870.
Az F8 processzort a Fairchild Channel F Video Entertainment System játékkonzolban használták 1976-ban, valamint a VideoBrain számítógéprendszerben 1977-ben.
Az F8-as hatására más cégek is készítettek hasonló felépítésű processzorokat, ilyen volt pl. az Intel 8048.

## A tervezők
A processzor kifejlesztésében részt vett Robert Noyce is, a Fairchild egyik társalapítója, aki később otthagyta a céget és 1968-ban megalapította az Intel vállalatot.

## Fordítás
Ez a szócikk részben vagy egészben  a   Fairchild F8 című angol Wikipédia-szócikk ezen változatának fordításán alapul.  Az eredeti cikk szerkesztőit annak laptörténete sorolja fel. Ez a jelzés csupán a megfogalmazás eredetét és a szerzői jogokat jelzi, nem szolgál a cikkben szereplő információk forrásmegjelöléseként.